# Nicolas Coster
Nicolas Dwynn Coster (Hampstead (Londen), 3 december 1933 – Florida, 26 juni 2023) was een Brits-Amerikaans acteur. Hij speelde van 1984 tot 1993 de rol van avonturier Lionel Lockridge in Santa Barbara. Alleen tussen 1988 en 1990 was hij niet in de serie te zien. De acteur speelde in tal van andere soapseries, waaronder As the World Turns, All My Children en One Life to Live.
Gastrollen verzorgde hij in onder meer Beverly Hills 90210, Matlock en Murder She Wrote.
Coster overleed 89-jarige leeftijd.
- Bibliothèque nationale de France: cb14166809w (data)
- International Standard Name Identifier: 0000 0001 1483 6392
- Library of Congress Control Number: n85322470
- Virtual International Authority File: 165799343
- WorldCat: E39PBJht8gpkkqGhdmDXYg6Frq